# Zones humides de l'arrière dune du Marensin
Zones humides de l'arrière dune du Marensin este o arie protejată (sit de importanță comunitară — SCI) din Franța întinsă pe o suprafață de 1.616 ha, integral pe uscat.

## Localizare
Centrul sitului Zones humides de l'arrière dune du Marensin este situat la coordonatele 43°45′31″N 1°20′51″W / 43.75861°N 1.3474°V.

## Înființare
Situl Zones humides de l'arrière dune du Marensin a fost declarat arie specială de conservare în baza directivei 92/43 din 1992 referitoare la conservarea habitatelor naturale și a faunei și florei sălbatice pentru a proteja 3 specii de plante și 8 specii de animale.

## Biodiversitate
Situată în ecoregiunea atlantică, aria protejată conține 15 habitate naturale: Liziere de ierburi înalte hidrofile de câmpie și de nivel montan până la alpin, Mlaștini oligotrofe degradate, capabile încă de regenerare naturală, Cursuri de apă de la nivel de câmpie la nivel montan, cu vegetație Ranunculion fluitantis și Callitricho-Batrachion, Turbării active, Ape oligotrofe din câmpii nisipoase, cu un conținut foarte redus de minerale (Littorelletalia uniflorae), Mlaștini turboase de tranziție și turbării mișcătoare, Pajiști umede atlantice temperate cu Erica ciliaris și Erica tetralix, Dune împădurite din regiunile atlantică, continentală și boreală, Pajiști cu Molinia pe soluri calcaroase, turboase sau argilos-nămoloase (Molinion caeruleae), Depresiuni pe substraturi de turbă de Rhynchosporion, Mlaștini calcaroase cu Cladium mariscus și specii de Caricion davallianae, Păduri acidofile de stejar bătrân cu Quercus robur pe câmpii nisipoase, Depresiuni intradunale umede, Lacuri eutrofice naturale cu vegetație de tip Magnopotamion sau Hydrocharition, Păduri aluvionare cu Alnus glutinosa și Fraxinus excelsior (Alno-Padion, Alnion incanae, Salicion albae).
La baza desemnării sitului se află mai multe specii protejate:
- plante (3): Luronium natans, Marsilea quadrifolia, caropsis verticillatoinundata (Thorella verticillatinundata)
- mamifere (1): vidră de râu (Lutra lutra)
- nevertebrate (4): Coenagrion mercuriale, Coenonympha oedippus, rădașcă (Lucanus cervus), Oxygastra curtisii
- pești (2): cicar (Lampetra planeri), Petromyzon marinus
- reptile (1): țestoasa de baltă (Emys orbicularis)

Pe lângă speciile protejate, pe teritoriul sitului au mai fost identificate 2 specii de plante, 2 specii de pești.